# Orogenèse cimmérienne

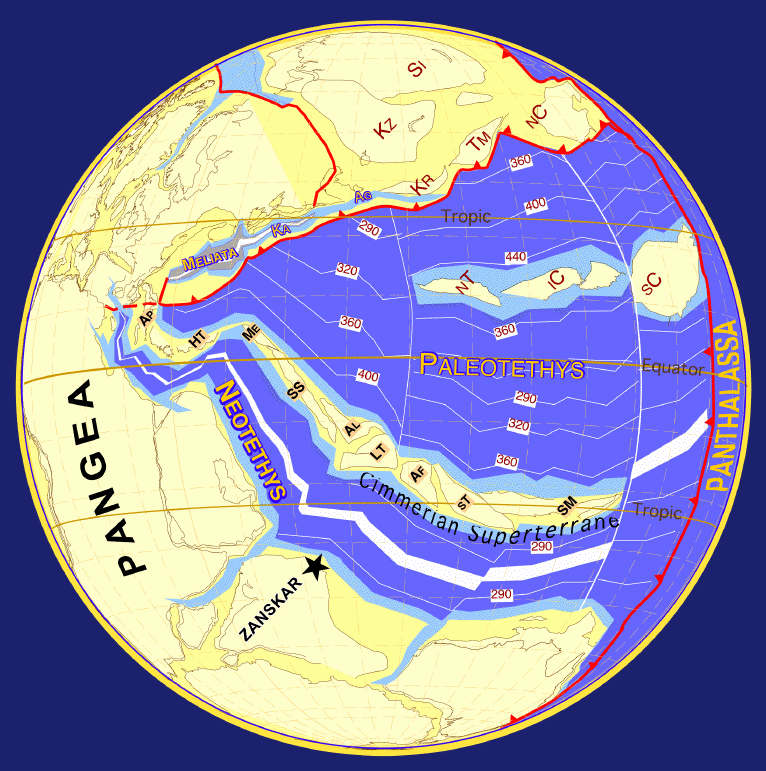
Carte de la Paléo-Thétys et des terrannes cimmériennes vers -250 Ma. La Néo-Thétys s'ouvre au sud, les terrannes cimmériennes remontent vers le nord et ferment progressivement la Paléo-Thétys.

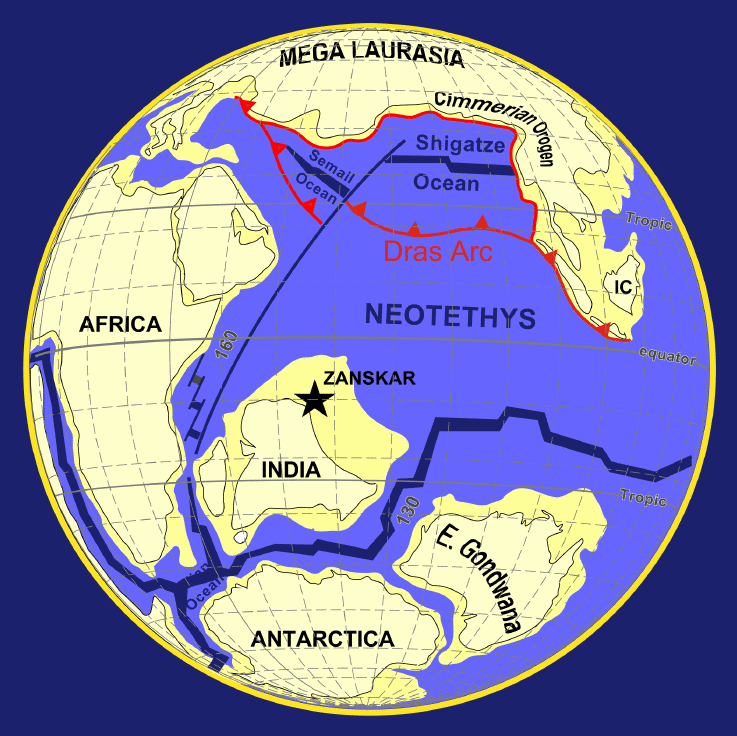
Carte de la Néo-Thétys et de l'Asie (Laurasia) vers -100 Ma. Les terrannes cimmériennes ont déjà complètement fermé la Paléo-Thétys et sont entrées en collision avec la Laurasia, provoquant l'orogenèse cimmérienne.

L'orogenèse cimmérienne est une orogenèse qui a créé des chaînes de montagnes qui se trouvent maintenant en Asie centrale. Ces montagnes sont par la suite en partie ou totalement retransformées par l'orogenèse alpine (formation de l'Himalaya, Hindou Kouch, Zagros, etc).
On pense que l'orogenèse a commencé il y a 200 à 150 millions d'années (soit une grande partie de la période jurassique), lorsque la plaque cimmérienne au sud est entrée en collision avec le Kazakhstan et une partie de la Chine au nord, fermant ainsi l'ancien océan Paléo-Téthys situé entre les deux. 
La plaque consistait en ce qui est désormais connu comme la Turquie, l'Iran, le Tibet et l'ouest de l'Asie du Sud-Est. Une grande partie de la limite nord de la plaque formait des chaînes de montagnes aussi hautes que celles de l'Himalaya actuelle. L'orogenèse s'est poursuivie jusqu'à la fin du Crétacé et au début du Cénozoïque.